# Химические методы получения графена

Слои интеркалированного графита можно легко отделить друг от друга

Одна из методик химического получения графена заключается в интеркалировании графита поверхностно-активными веществами (ПАВ), которые обладают большей энергией взаимодействия с графеновыми слоями, чем силы Ван-дер-Ваальса между слоями. После интеркаляции расстояние между слоями увеличивается, что позволяет механическим воздействием (обработка ультразвуком и центрифугирование) на графит разделить слои. Используют в качестве ПАВ те же вещества, что применяют для разделения жгутов углеродных нанотрубок: N-полиметилпирролидон (NMP), N,N-диметилацетамид (DMA), g-бутиролактон (GBL), 1,3-диметил-2-имидазолидинон (DMEU).
Используя сильные окислители, можно окислить внутренние слои графита, после чего расстояние между слоями увеличивается. Такой оксид графита механически разделяют ультразвуком в водном растворе, так как из-за гидрофильности графита молекулы воды проникают внутрь, и межслоевое расстояние увеличивается ещё больше. На последнем этапе получившиеся окисленные листы графена восстанавливают в водном растворе смеси гидразина и аммиака, потом удаляют продукты реакции и фильтруют раствор.
В любом случае качество полученной смеси монослоёв не позволяет использовать их в технологиях, требующих средней подвижности и однородности материала.
В статьях описан ещё один химический метод получения графена, встроенного в полимерную матрицу.

## Список литературы
- Елецкий А. В., Искандарова И. М., Книжник А. А., Красиков Д. Н. Графен: методы получения и теплофизические свойства // УФН. — 2011. — Т. 181. — С. 227—258. — doi:10.3367/UFNr.0181.201103a.0233.